# Complex de castració
El complex de castració és un terme encunyat per Sigmund Freud als seus escrits sobre el complex d'Èdip; postula una por o ansietat d'arrel profunda en els nens i els homes que s'originaria durant la fase fàl·lica del desenvolupament sexual. Freud pretenia que els nens, en descobrir els genitals femenins, haurien pensat falsament que a la nena li han tallat el penis, probablement com a càstig. Aleshores segons la llegenda freudiana, el nen s'angoixaria que pugui passar-li el mateix. Aquesta teoria obsoleta s'ha de situar en la seva època, en la qual al m´ón burgès s'amagava tot el que era corporal i no es parlava ni de sexe, ni de diferències entre els sexes, i on els nens podien desenvolupar fantasies mítiques, per manca d'informació objectiva sobre un subjecte que era totalment tabú.
El descobriment de la diferència física dels genitals originaria en la nena l'enveja del penis.
El complex de castració, en un sentit literal, significa la por que els testicles siguin extirpats, però més profundament pot simbolitzar la por del nen a perdre, com Èdip, el seu poder (així com el seu objecte estimat, és a dir la seva mare).